# Viorne à feuilles d'aulne
Pour les articles homonymes, voir Bois-d’orignal.
Viburnum lantanoides
Espèce
Classification APG II (2003)
La Viorne à feuilles d'aulne ou Viorne bois-d’orignal (Viburnum lantanoides) est une espèce d'arbustes vivaces de la famille des Caprifoliaceae selon la classification classique de Cronquist (1981) et du genre Viburnum (viorne), originaire de l'est de l'Amérique du Nord.

## Description
Cet arbuste atteint 2 à 4 mètres de haut. Ses branches sont pendantes et peuvent prendre racine lorsqu'elles touchent le sol. Les rameaux de ce type de viorne sont lisse et rougeâtre. La floraison abondante, blanche et rose, survient de mai à juin. Les inflorescences se présentent en cymes dont les fleurs externes sont plus grandes. Chaque inflorescence fait environ 10 centimètres de diamètre. Les feuilles mesurent de 10 à 20 cm. Le tronc est gris-brun et verruqueux. Le fruit est une drupe d'abord rouge, puis virant au noir une fois mûre.

## Répartition et habitat
Cette viorne est présente à l'est des États-Unis et du Canada en partant de la Géorgie jusqu'au Québec. Elle apprécie les sols riches, acides, frais et humides.

## Rôle écologique
Les fleurs offrent un nectar apprécié par les papillons, notamment le papillon azuré Celastrina ladon. De nombreux oiseaux et mammifères se nourrissent de ses baies.